# Stracone zachody miłości
Stracone zachody miłości (ang. Love’s Labour’s Lost) – komedia autorstwa Williama Shakespeare’a, napisana prawdopodobnie około 1595 r. Uznaje się ją za współczesną Romeo i Julii. Została opublikowana w 1598 r.

## Okoliczności powstania utworu
Stracone zachody miłości zostały wystawione około 1595 roku. Podczas pracy nad nimi Szekspir nie wzorował się na żadnym znanym utworze. Komedia została wydrukowana w 1598 roku. Informacja na stronie tytułowej, że jest to wydanie rozszerzone i uzupełnione, wskazuje, że utwór był już wydawany wcześniej, nic jednak nie wiadomo o czasie i miejscu tego wydania. Po raz kolejny ukazała się w Pierwszym Folio w 1623 r.

## Osoby
| Osoba       | Jej rola w dramacie               |
| ----------- | --------------------------------- |
| Król        | Nawarry                           |
| Longaville  | dworzanin królewski               |
| Dumain      | dworzanin królewski               |
| Biron       | dworzanin królewski               |
| Armado      | don Adriano, szlachcic hiszpański |
| Ćma         | jego sługa                        |
| Łepak       | jego parobek                      |
| Tępak       | policjant                         |
| Żakienetta  | dziewka służebna                  |
| Księżniczka | córka króla Francji               |
| Maria       | dwórka z orszaku księżniczki      |
| Katarzyna   | dwórka z orszaku księżniczki      |
| Rozalina    | dwórka z orszaku księżniczki      |
| Boyet       | dworzanin z orszaku księżniczki   |
| Mercade     | posłaniec z Francji               |
| Holofernes  | bakałarz                          |
| Nataniel    | wikary                            |

## Fabuła

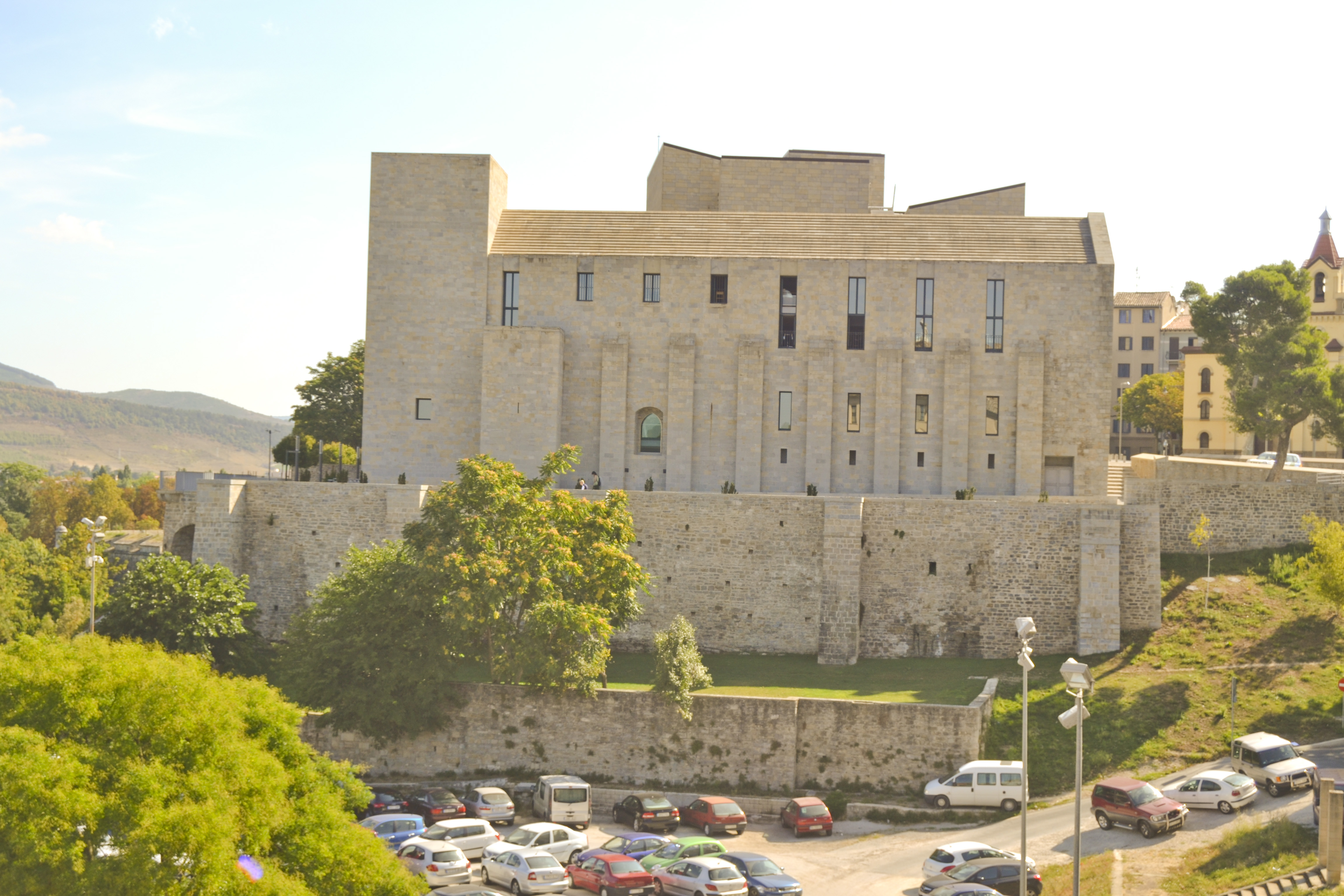
Pałac królów Nawarry w Pampelunie

Akcja rozgrywa się w krainie Nawarry, której król postanawia narzucić sobie i swoim poddanym rygorystyczne zakazy, przede wszystkim zakaz towarzystwa kobiet. Całe przedsięwzięcie legnie w gruzach, gdy w mieście zjawi się francuska księżniczka wraz ze swym dworem. Sytuacja ulega zmianie w ostatnim akcie, kiedy bohaterowie dowiadują się o śmierci ojca księżniczki. Ta zostaje tym samym zmuszona do opuszczenia dworu i powrotu do domu. Obiecuje jednocześnie, że jeśli władca Nawarry przez rok będzie stronił od cielesnych uciech, jest gotowa do niego wrócić.
Zakończenie utworu sprawia wrażenie otwartego; istnieje możliwość, że Szekspir stworzył kontynuację tego dzieła – Love’s Labour’s Won (pol. Zwycięskie zachody miłości), nie zachował się jednak żaden jego egzemplarz.

### Akt I
Król Nawarry zobowiązuje swych dworzanː Longaville’a, Dumaina i Birona do podpisania zobowiązania wspólnego poświęcenia się przez okres trzech lat nauce i powstrzymania się od nadmiaru jedzenia i kontaktów z kobietami. Biron ostrzega, że trudno będzie dotrzymać tego zobowiązania, bo do zamku zbliża się księżniczka francuska, która w imieniu swego ciężko chorego ojca przybywa upomnieć się o zwrot Akwitanii. Przed Królem zjawia się Tępak z listem od don Armada i Łepakiem. Armado, kwiecistym stylem, donosi w liście, że przyłapał Łepaka na amorach z dziewką służebną, Żakienettą. Król skazuje go za złamanie nowego edyktu na tydzień aresztu o chlebie i wodzie. Armado tymczasem zakochał się w Żakienecie i choć wie, że to karalne umizga się do niej i wzdycha, z czego pokpiwa sobie jego sługa Ćma.

### Akt II
Księżniczka francuska, dowiedziawszy się o ślubach króla Nawarry wysyła do jego zamku swego dworzanina Boyeta. Jej dwórki tymczasem opowiadają o dworzanach królewskich, wyraźnie w nich zakochane. Boyet przynosi wiadomość, że Król, by nie złamać przysięgi przyjmie je w namiotach przed zamkiem. Nadchodzi Król. Księżniczka wręcza mu list ojca, który domaga się zwrotu Akwitanii lub wypłaconych stu tysięcy talarów. Król nic nie wie o wypłacie tej sumy, która zresztą stanowi połowę należności. Boyet obiecuje następnego dnia przedstawić Królowi pokwitowania zapłaty. Po odejściu Króla, Księżniczka postanawia zabawić się jego kosztem. Boyet jest przekonany, że Król zakochał się w jego pani od pierwszego wejrzenia.

### Akt III

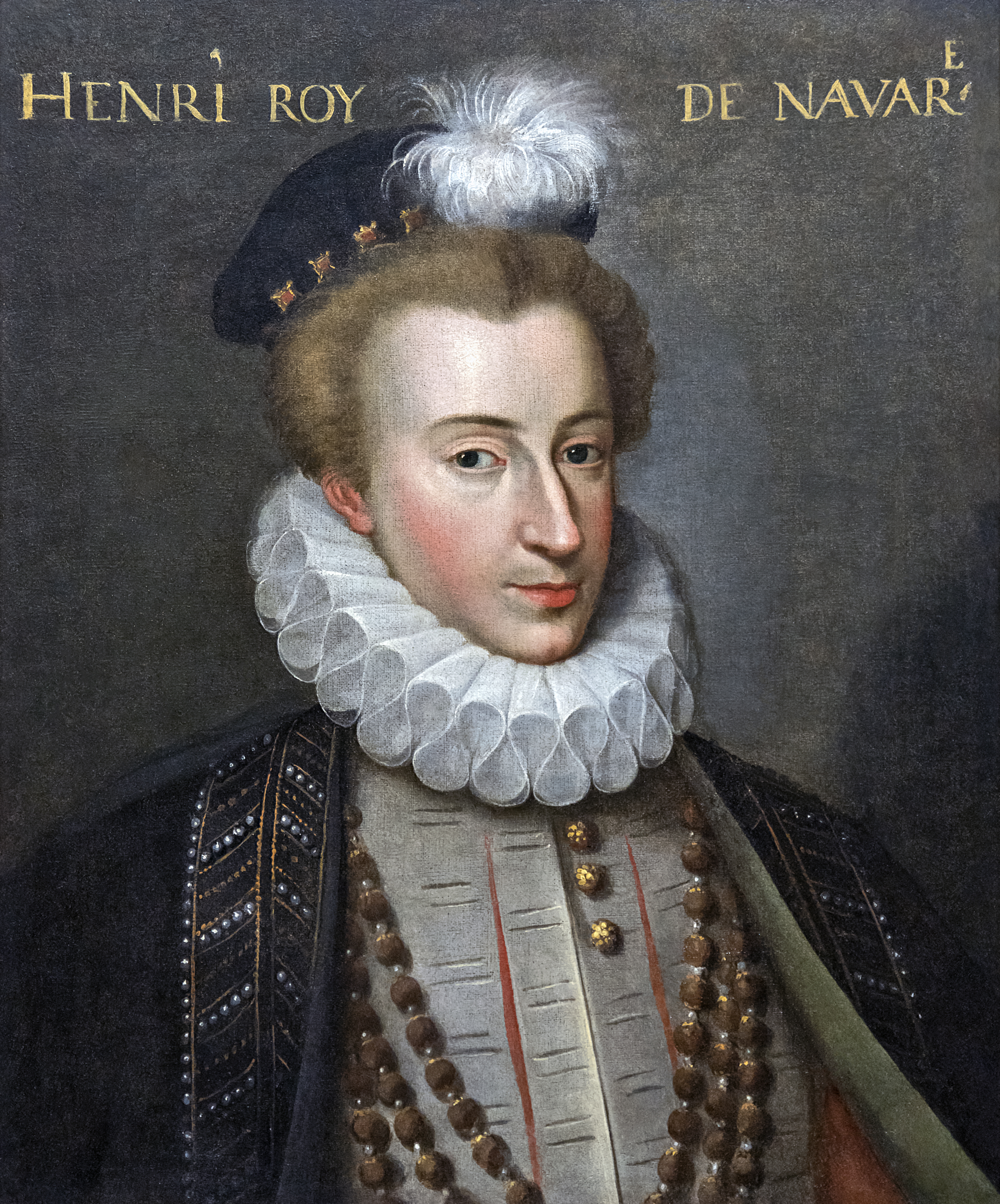
Henryk, król Nawarry, wzór komediowego Króla

Armado nakazuje Ćmie przyprowadzić z aresztu Łepaka, którego chce posłać z bilecikiem do Żakienetty. Wszyscy trzej układają kuplet. Armado wyzwala Łepaka z aresztu i przekazuje mu liścik z zapłatą za jego doręczenie. W chwilę później liścik do Rozaliny wraz z gratyfikacją wręcza mu też Biron, który nie umie przeboleć, że on który dotąd drwił z zakochanych, zakochał się oto w tak pustej dziewczynie.

### Akt IV
Łepak wręcza Księżniczce omyłkowo list Armada dla Żakienetty, jako list dla Rozaliny. Towarzystwo z robawieniem wysłuchuje jego napuszonej treści, a Boyet i Rozalina wchodzą w dość frywolny spór. Wikary Nataniel i bakałarz Holofernes zabawiają się uczoną rozmową przy okazji polowania. Zjawia się Żakienetta, która prosi o odczytanie adresowanego do niej listu, który okazuje się sonettem Birona dla Rozaliny. Wikary i Bakałarz odchodzą, by podyskutować o przeczytanym wierszu. Biron przeklina swoje zakochanie, od którego nie umie się uwolnić. Ukryty na drzewie wysłuchuje sonetu Króla dla Księżniczki, listu miłosnego Longaville’a do Marii i wiersza Dumaina dla Kasi. Gdy Dumain kończy, z ukrycia wychodzi Longaville i wyrzuca mu zdradę, Król, opuściwszy swoją kryjówkę napomina Longaville’a, a Biron Króla i swych towarzyszy, do czasu gdy Żakienetta przynosi mu jego własny sonet. Zdemaskowany, namawia pozostałych, by uderzyli w konkury do pięknych pań.

### Akt V
Armado przekazuje Natanielowi i Holofernesowi prośbę Króla o uświetnienie popołudnia przedstawieniem. Bakałarz zapala się do pomysłu spektaklu o wielkich bohaterach i odpowiednio obsadza role. Księżniczka i jej dwórki śmieją się z miłosnych wierszy swych adoratorów, gdy Boyet informuje je, że Król i jego dworzanie nadchodzą przebrani za moskali, złożyć mi hołd. Kobiety zakładają maski i zamieniają się rolami. Kochankowie uderzający w konkury nie do swoich wybranek zostają niemiłosiernie wykpieni. Jeszcze po ich odejściu Księżniczka i jej towarzyszki śmieją się z ich zmieszania. Wkrótce mężczyźni nadchodzą ponownie, teraz już bez masek i przebrania. Król zaprasza panie do zamku, Księżniczka wzbrania się jednak być przyczyną złamania przez niego obietnicy. Ujawnia, że wie o maskaradzie urządzonej przed chwilą przez Króla i jego towarzyszy i pyta go czy dotrzyma obietnicy, którą wówczas złożył. Gdy Król zapewnia ujawnia, że złożył obietnicę ślubu Rozalinie. Pognębionym po raz kolejny kochankom, przychodzą w sukurs Bakałarz i jego trupa z zaimprowizowanym przedstawieniem. Łepak, Ćma, Nataniel, Holofernre i Armado przedstawiają, ku wielkiej uciesze publiczności postaci wielkich bohaterów starożytności. W trakcie przedstawienia Łepak oskarża Armada, że zapłodnił Żakienettę i wyzywa go na pojedynek. Przybywa Mercade z wieścią o śmierci króla Francji. Księżniczka zbiera się do odjazdu. Zrozpaczeni kochankowie zapewniają, że ich zabiegi nie były tylko żartem znudzonych kawalerów i proszą swe wybranki o wzajemność. Księżniczka zgadza się po rocznej żałobie spojrzeć przychylnym okiem na Króla jeśli przynajmniej przez rok wytrwa w pokucie, którą w jej obecności wiarołomnie złamał. Tego samego żądają Maria i Katarzyna. Rozalina nakazuje Bironowi, by przez rok rozbawiał swoim dowcipem chorych w szpitalu. Jeśli wytrwa, ona przyjmie go z jego złośliwym językiem za męża, jeśli nie będzie musiał wykorzenić z siebie tą wadę. Na zakończenie Nataniel i Holofernes wyśpiewują pochwałę kukułki i sowy.

## Charakterystyka

### Zachody miłości
Zawarta w tytule love’s labour oznacza zadanie, jakie dawała dama do wypełnienia swemu rycerzowi, jako warunek uzyskania jej względów (tzw. Liebesdienst). Tytuł wskazuje ponadto, że te zadania nie zostaną wypełnione, będą stracone. Stracone zachody są jedyną komedią Szekspira, gdzie wbrew regułom gatunku, autor nie połączył wszystkich par zakochanych węzłem małżeńskim. Jednakże też zadania, które mają wypełnić kochankowie są celowo przez damy tak sformułowane, że niemal niepodobieństwem jest je wypełnić. Biron ma na przykład przez cały rok zabawiać głuchoniemych swym dowcipem. Postać ta, mająca często rozstrzygający głos w utworze, tak komentuje te 12-miesięczne zadanieː Jak na komedię rok trochę za wiele.
Frustracja z powodu miłości jest głównym motywem satyrycznej, jak chcą niektórzy, albo humorystycznej kpiny z konwencji miłości dwornej (amour courtois), zrodzonej w Prowansji, a stamtąd przeniesionej w średniowieczu do Anglii i utrzymującej się tam aż po epokę baroku. Szekspir łagodnie wykpiwa konkury dopiero co zaprzysiężonych kawalerów, ich przejrzyste maski, gdy przychodzą przebrani za Rosjan i pisanie wierszy dla zdobycia ukochanej. Jeden Armado, zakochany w romansującej z byle kim Żakinecie, bierze wszystko na serio i zobowiązuje się chodzić dla niej trzy lata za pługiem, co jeszcze silniej podkreśla wymowę całości utworu.

### Humor
Głównym walorem artystycznym Straconych zachodów jest dowcip. Przejawia się on przede wszystkim w kompozycji utworu, w błyskotliwym zestawieniu nie przystających do siebie płaszczyzn rzeczywistości oraz ironiczności sytuacji. Natychmiast po wymuszonych przez króla deklaracjach ascezy i unikania kobiet, Łepak zostaje przyłapany z Żakinettą. Wkrótce potem przed ślubującymi staje jeszcze większe wyzwanie, zjawia się poselstwo królewny francuskiej z jej lotną brygadą pięknych i dowcipnych dworek.
Przede wszystkim jednak dowcip króluje w warstwie językowej utworu, która bardzo wiele zawdzięcza Lyly’emu. Przejawia się on i w wytwornej renesansowo-manierystycznej ekwilibrystyce słownej, w grze słów, erotycznych aluzjach, konceptach, ciętej ripoście, parodii dworskiego wierszopisarstwa. Wszystkie te elementy składają się na niezwykłe bogactwo środków, które autor równoważy ludyczną atmosferą i tonacją doskonale skomponowanej całości.

### Język
Krytyków zachwyca bogactwo języka i stylu dające możliwość prowadzenia studiów nad tymi zagadnieniami w teatrze Szekspira. Język jest zróżnicowany, poczynając od długich czasami nawet dwunastosylabowych wyrazów, wymawianych z namaszczeniem przez Holofernesa, przez błyskotliwą, intelektualną grę słowną towarzystwa dworskiego po kolorowe i soczyste słownictwo pospólstwa. Sztuka zawiera niezwykłe bogactwo słów, zwrotów i powiedzeń, wyśmiewa sztuczny język literacki, którym posługuje się Armado.

### Wątki historyczne
Pełne życia, przekonujące psychologicznie postacie są po części parodią po części satyrą na aktualnych ludzi i wydarzenia. Akcja sztuki odzwierciedla życie na dworze Henryka, króla Nawarry, przekazując jednocześnie portret znanej z inteligencji i urody jego żony Małgorzaty Valois. Holofernes stanowi ironiczną karykaturę znanego pedagoga Johna Florio, a akademia królewska parodię atmosfery surowej powagi i uczoności charakteryzującej tzw. Szkołę nocy, grupę uczonych i poetów rezydujących na dworze sir Waltera Raleigha. Paź don Armada Ćma jest satyrycznym portretem pisarza Tomasza Nashe’a, autora awanturniczych powieści, znanego z bojowych wystąpień przeciw braciom Harveyom. Maski ukazują niektórych sławnych bohaterówː Pompejusza, Aleksandra Wielkiego, Judę Machabeusza, Herkulesa i Hektora.

### Obraz miłości
Stracone zachody miłości ukazują trzy rodzaje miłości
- pierwszy reprezentują panowie i damy, jest to miłość dworska ze wszystkimi jej eleganckimi formami, specyficzną grą, miłosnymi manewrami, aż po pisanie wierszy miłosnych włącznie. Szekspir daje w komedii obraz najlepszej elżbietańskiej wersji amour courtois. Panowie w końcu uświadamiają sobie, że panie mają nad nimi przewagę, i że wszystko to jest tylko przyjemną zabawą.
- drugi reprezentuje Don Adriano de Armado, wzdychający w listach, zbliżonych stylem do eufuizmu, do kuchennej dziewki, Żakinetty, głupiej panny dość lekkich obyczajów. Z tą grupą Szekspir rozprawia się najostrzej. Don Adriano nosi nazwisko Armado, będące satyryczną aluzję do hiszpańskiej Armady, która w 1588 roku poniosła klęskę w bitwie z flotą angielską. Łepak przekręca je i wymawia jako Armadio, co po włosku oznacza komodę.
- Inaczej na sprawy miłości zapatruje się błazen Łepak. Daje się przyłapać z Żakinettą w parku, demonstrując w ten sposób sztuczność założeń królewskiej akademii, gdzie dla kobiet nie ma miejsca, jak i wyprowadzonej z poezji trubadurów tezy Birona, że oczy kobiety są jedyną akademią. Ukarany przez króla twierdzi, że cierpi za prawdę. Drastyczne zachowanie Łepaka i jego mądry komentarz (prostota człowieka sprawia, że jest posłuszny ciału) stanowią, na tle sztuczności królewskiej akademii, mądre błazeństwo. Poprzez rewindykacje praw natury Łepak ukazuje sztuczność pozostałych dwóch wersji miłości i nierealność uczonej ascezy[12].

Szekspir niekoniecznie identyfikował się z prostactwem Łepaka, przypominał jednak o prawie natury w świecie wysoce nienaturalnym, wyższych sfer elżbietańskiej Anglii. Kontrast między naturą a kulturą będzie stanowił część wewnętrznej dynamiki całego komediopisarstwa Szekspirowskiego, przy czym autor nigdy nie wyrzeknie się poezji romantycznej miłości. Przy okazji sztuka ta stanowi błyskotliwy komentarz do tego wszystkiego, co do literatury angielskiej wniosła, pozostająca pod wpływem kultury prowansalskiej, włoskiej i hiszpańskiej, poezja Wyatta, Sidneya i Spencera.

## Tytuł
W celu zachowania występującej w oryginale aliteracji, dokonany przez siebie przekład dzieła Maciej Słomczyński zatytułował: Serc starania stracone.

## Ekranizacje
Jednej z adaptacji filmowych (pod tym samym tytułem) dokonał w 2000 r. Kenneth Branagh, który przeniósł akcję do lat 40. XX w., a także zmienił tę sztukę w musical, tak, aby stała się bardziej przystępna dla przeciętnego widza. Film nie odniósł finansowego sukcesu.